# هانس كريبس (سياسي)
هانس كريبس (بالألمانية: Hans Krebs)‏ (و. 1888 – 1947 م) هو سياسي، وكاتب، وصحفي ألماني، ولد في يهلافا، كان عضوًا في الحزب النازي، كان عضوًا في شوتزشتافل، والجمعية الملكية، توفي في براغ، عن عمر يناهز 59 عاماً، بسبب شنق.

## مناصب
تولى منصب عضو مجلس النواب الألماني من ألمانيا النازية
.